# Virgin Mobile
Virgin Mobile ist der Markenname mehrerer Mobilfunkanbieter in Großbritannien, Australien, Chile, Indien, Irland, Italien, Kanada, Kolumbien, Mexiko, Polen, Spanien, Südafrika, Saudi-Arabien, Uruguay, Vereinigte Arabische Emirate und den USA. Diese wurden jeweils als Partnerschaft der Virgin Group mit einem großen Netzbetreiber vor Ort gegründet und operieren als voneinander unabhängige Gesellschaften.

## Marktposition und Produkte
In Großbritannien ist Virgin Mobile UK der viertgrößte Mobilfunkanbieter des Landes, betreibt jedoch kein eigenes Netz. Es nutzt die Infrastruktur von T-Mobile UK, heute unter EE Limited bekannt. Ab dem Jahr 2021 wechselt das Unternehmen für fünf Jahre zu Vodafone UK. Virgin Mobile bietet in Großbritannien hauptsächlich und in den anderen Ländern ausschließlich Prepaid-Tarife an. In den USA waren Prepaid-Karten vor dem Markteintritt des Virgin-Unternehmens noch unbekannt.
Die neu gegründete Virgin Mobile Latin America hat in 2012 mit dem Partner Tribe Mobile den Markteinstieg in gleich mehreren süd- und mittelamerikanischen Länder vollzogen. In Chile wurden Mobilfunkdienste im April 2012, in Mexiko 2014 angeboten. Im April 2013 kam Kolumbien dazu, im Juli 2016 dann Peru und Ecuador Mitte 2017.

## Besitzverhältnisse
Die meisten Virgin Mobile Gesellschaften wurden nach relativ kurzer Zeit von einem größeren Netzbetreiber des jeweiligen Landes erworben, meist vom ursprünglichen Partnerunternehmen, über dessen Netze die Dienste realisiert worden sind. So übernahm am 4. Juli 2006 die Kabelgesellschaft NTL:Telewest alle Anteile an Virgin Mobile UK. Virgin-Gründer Sir Richard Branson erhielt über einen Aktientausch mehr als 10 % an NTL Telewest, die inzwischen in Virgin Media umbenannt worden ist. In Australien wurde Virgin Mobile Australia bereits im April 2006 mit einer Tochtergesellschaft des Netzbetreibers Optus verschmolzen. Virgin Mobile Canada gehört seit 7. Mai 2009 zu Bell Canada und Sprint Nextel hat angekündigt, sie werde im vierten Quartal dieses Jahres für 483 Millionen US-Dollar Virgin Mobile USA übernehmen. Alle Käufer haben sich vor der Übernahme die Rechte zur weiteren langfristigen Nutzung des Markennamens von der Virgin-Gruppe gesichert.